# Danville (Arkansas)
Danville é uma cidade localizada no estado americano de Arkansas, no Condado de Yell.

## Demografia
Segundo o censo americano de 2000, a sua população era de 2392 habitantes.
Em 2006, foi estimada uma população de 2476, um aumento de 84 (3.5%).

## Geografia
De acordo com o United States Census Bureau, a localidade tem uma área de 11,2 km², dos quais 11,0 km² cobertos por terra e 0,2 km² cobertos por água. Danville localiza-se a aproximadamente 115 m acima do nível do mar.

## Localidades na vizinhança
O diagrama seguinte representa as localidades num raio de 32 km ao redor de Danville.